# IRU
Міжнародний союз автомобільного транспорту (МСАТ; англ. The International Road and Transport Union, IRU) — міжнародна організація, яка об'єднує інтереси національних автотранспортних союзів й організацій, заснована в Женеві 23 березня 1948 року.
Членами IRU є 180 національних союзів та асоціацій в галузі транспортних перевезень різними видами автотранспортних засобів: вантажівками, автобусів, таксі та іншими. Девізом IRU є слоган: «Єднійсть дій заради кращого майбутнього» (англ. "Working together for a better future").
Головна місія IRU полягає в розвитку автомобільного транспорту, надання допомоги в підвищенні якості послуг, які надаються за допомогою автотранспортних засобів.

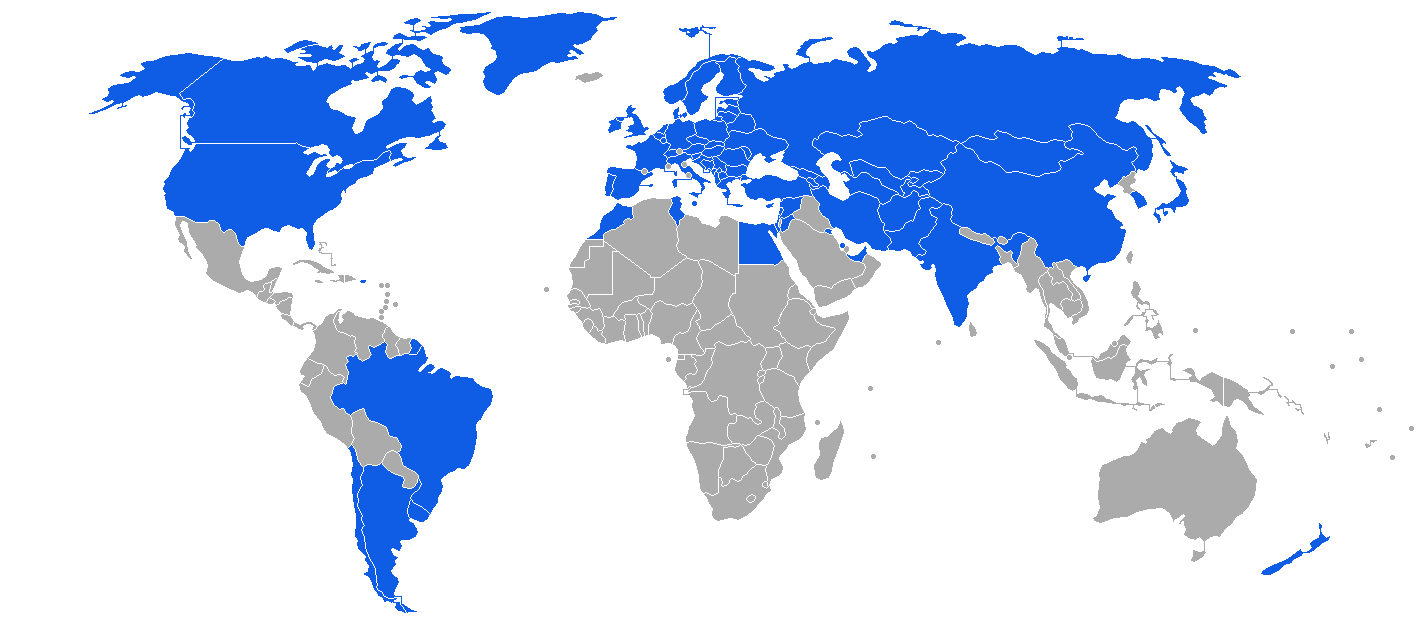
Карта світу, яка відображує представництво країн-учасниць IRU

У союзі є навчальний підрозділ — Академія IRU , в якому проходять підвищення кваліфікації працівники галузі у відповідних секторах автотранспорту. Цей міжнародний союз як свої завдання розглядає також представлення інтересів автотранспортної галузі в стосунках із владними органами, суспільними організаціями, засобами масової інформації. IRU також сприяє гармонізації відносин між автотранспортом та іншими видами транспорту.
Одним із практичних завдань, які розв'язуються IRU, є надання міжнародних гарантій в рамках Митної конвенції міжнародних шляхових перевезень (w:en:TIR Treaty).
Інтереси перевізників України в МСАТ забезпечує АсМАП України.